# Phyllachora fici-dekdekenae
Phyllachora fici-dekdekenae är en svampart som först beskrevs av Bacc., och fick sitt nu gällande namn av E. Castell. & Cif. 1937. Phyllachora fici-dekdekenae ingår i släktet Phyllachora och familjen Phyllachoraceae.   Inga underarter finns listade i Catalogue of Life.